# Никитина, Юлия Сергеевна
Юлия Сергеевна Никитина — российская пловчиха — паралимпиец. Серебряный призёр летних Паралимпийских игр, мастер спорта России международного класса по плаванию среди спортсменов с поражением опорно-двигательного аппарата.

## Награды
- Медаль ордена «За заслуги перед Отечеством» II степени (6 апреля 2002) — за большой вклад в развитие физической культуры и спорта, высокие спортивные достижения на XI Паралимпийских играх 2000 года в Сиднее.[1].
- Мастер спорта России международного класса (2000).